# Aspinatrium acanthogobii
Aspinatrium acanthogobii är en plattmaskart. Aspinatrium acanthogobii ingår i släktet Aspinatrium och familjen Microcotylidae. Inga underarter finns listade i Catalogue of Life.